# Lānīz
Lānīz (persiska: لانيز) är en ort i Iran.   Den ligger i provinsen Alborz, i den norra delen av landet, 40 km norr om huvudstaden Teheran. Lānīz ligger 2 102 meter över havet och antalet invånare är 188.
Terrängen runt Lānīz är bergig österut, men västerut är den kuperad. Lānīz ligger nere i en dal. Runt Lānīz är det mycket tätbefolkat, med 4 343 invånare per kvadratkilometer. Närmaste större samhälle är Āsārā, 8,9 km nordväst om Lānīz. Trakten runt Lānīz består i huvudsak av gräsmarker.